# Exosoma theryi
Exosoma theryi es una especie de insecto coleóptero de la familia Chrysomelidae.
Fue descrita científicamente en 1897 por Guillebeau.